# Olympische Sommerspiele 2020/Schwimmen – 10 km Freiwasser (Frauen)
Das 10-Kilometer-Freiwasserschwimmen der Frauen bei den Olympischen Spielen 2020 in Tokio wurde am 4. August 2021 um 6:30 Uhr Ortszeit (3. August, 23:30 Uhr MESZ) im Odaiba Marine Park ausgetragen.

## Titelträger
| Olympiasiegerin | Sharon van Rouwendaal ( Niederlande) | 1:56:32,1 h | Rio de Janeiro 2016 |
| Weltmeisterin   | Xin Xin ( Volksrepublik China)       | 1:54:47,2 h | Gwangju 2019        |
| Europameisterin | Sharon van Rouwendaal ( Niederlande) | 1:59:12,7 h | Budakalász 2020     |

## Rennen
Dienstag, 3. August 2021, 23:30 Uhr MESZ

| Platz | Schwimmerin                 | Nation             | Zeit        | Rückstand    | Anmerkung   |
| ----- | --------------------------- | ------------------ | ----------- | ------------ | ----------- |
| 01    | Ana Marcela Cunha           | Brasilien          | 1:59:30,8 h |              |             |
| 02    | Sharon van Rouwendaal       | Niederlande        | 1:59:31,7 h | +0,9 s       |             |
| 03    | Kareena Lee                 | Australien         | 1:59:32,5 h | +1,7 s       |             |
| 04    | Anna Olasz                  | Ungarn             | 1:59:34,8 h | +4,0 s       |             |
| 05    | Leonie Beck                 | Deutschland        | 1:59:35,1 h | +4,3 s       |             |
| 06    | Haley Anderson              | Vereinigte Staaten | 1:59:36,9 h | +6,1 s       |             |
| 07    | Ashley Twichell             | Vereinigte Staaten | 1:59:37,9 h | +7,1 s       |             |
| 08    | Xin Xin                     | China              | 2:00:10,1 h | +39,3 s      | Gelbe Karte |
| 09    | Lara Grangeon               | Frankreich         | 2:00:57,3 h | +1:26,5 min  |             |
| 10    | Finnia Wunram               | Deutschland        | 2:01:01,9 h | +1:31,1 min  |             |
| 11    | Samantha Arévalo            | Ecuador            | 2:01:30,6 h | +1:59,8 min  | Gelbe Karte |
| 12    | Cecilia Biagioli            | Argentinien        | 2:01:31,7 h | +2:00,9 min  |             |
| 13    | Yumi Kida                   | Japan              | 2:01:40,9 h | +2:10,1 min  |             |
| 14    | Rachele Bruni               | Italien            | 2:02:10,2 h | +2:39,4 min  |             |
| 15    | Anastassija Kirpitschnikowa | ROC                | 2:03:17,5 h | +3:46,7 min  |             |
| 16    | Paula Ruiz                  | Spanien            | 2:03:17,6 h | +3:46,8 min  | Gelbe Karte |
| 17    | Angélica André              | Portugal           | 2:04:40,7 h | +5:09,9 min  |             |
| 18    | Kate Sanderson              | Kanada             | 2:04:59,1 h | +5:28,3 min  |             |
| 19    | Alice Dearing               | Großbritannien     | 2:05:03,2 h | +5:32,4 min  |             |
| 20    | Paola Pérez                 | Venezuela          | 2:05:45,0 h | +6:14,2 min  |             |
| 21    | Michelle Weber              | Südafrika          | 2:06:56,5 h | +7:25,7 min  |             |
| 22    | Krystyna Panchishko         | Ukraine            | 2:07:35,1 h | +8:04,3 min  |             |
| 23    | Chantal Liew                | Singapur           | 2:08:17,9 h | +8:47,1 min  |             |
| 24    | Špela Perše                 | Slowenien          | 2:08:33,0 h | +9:02,2 min  |             |
| 25    | Souad Cherouati             | Algerien           | 2:17:21,6 h | +17:50,8 min |             |